# Sallah
Sallah Mohammed Faisel el-Kahir (en árabe: صلاح محمد فيصل القاهر) es un personaje de Indiana Jones interpretado por el actor galés John Rhys-Davies en tres de las películas de la serie: Raiders of the Lost Ark, Indiana Jones y la última cruzada e Indiana Jones y el dial del destino. También aparece en varios cómics y novelas, y aparece en las atracciones del parque temático de Disneyland, Indiana Jones Adventure y The Great Movie Ride.

## Descripción del personaje
Sallah es un excavador egipcio fornido y barbudo. Vive en El Cairo y es amigo cercano de Indiana Jones. Es un hombre de familia dedicado con una esposa llamada Fayah y nueve hijos, todos los cuales parecen sentir cariño por Indiana (en un momento todos lo rodean para salvarlo de un grupo de colaboradores egipcios y agentes SD que tienen sus armas desenvainadas en él).
Sallah es retratado en la primera película como jovial, bondadoso y, en ocasiones, cobarde (al ver numerosas serpientes dentro del Pozo de las Almas, la habitación que alberga el Arca de la Alianza, le sugiere a Indiana: "Ve tú primero".), aunque a diferencia de Indy, Sallah no le teme a las serpientes. Su yo "original" a menudo canta, como se muestra cuando el viejo imán revela indirectamente que los nazis están cavando en el lugar equivocado o cuando Indy y Marion Ravenwood abandonan Egipto en el Bantu Wind. Al igual que Marcus Brody, la representación de Sallah en La última cruzada se ha convertido en un estereotipo torpe que, por ejemplo, llama a un tanque una "bestia de acero".
Parece ser extremadamente fuerte, aunque aparentemente no es consciente de su enorme fuerza (en un momento, le da un abrazo de oso a Indiana, causándole una gran incomodidad, probablemente porque Indy acababa de recibir un disparo en el brazo). Tiene una fuerte voz de barítono y parece tener afinidad por Gilbert y Sullivan. A menudo se le ve cantando melodías del HMS Pinafore cuando está de buen humor. En Raiders of the Lost Ark, se lo ve principalmente con un turbante (quizás para mezclarse con los otros excavadores que trabajan para los nazis), y en La última cruzada, se lo ve con un fez.
El personaje también fue uno de los papeles favoritos de John Rhys-Davies, quien habló de tratar de convencer a Spielberg para que incluyera al personaje en otra película citándolo como el "factor común" que impulsa el éxito de la primera y la tercera película. No obstante, rechazó una oferta para repetir el papel en un cameo en Indiana Jones y el reino de la calavera de cristal, sintiendo que el personaje merecía algo mejor que ser filmado en una pantalla verde para ser cortado en una sola escena del película.

## Apariciones
Sallah aparece en Raiders of the Lost Ark (1981), donde ayuda a Jones a descifrar la inscripción en la parte posterior del medallón de Marion Ravenwood llevándolo a un anciano sabio (identificado como "Old Imam", aunque no está claro en cuanto a si ese es el nombre del personaje o es un imán) que también es amigo suyo. Se enteran de que los nazis están excavando en el lugar equivocado para el Arca de la Alianza, debido a que solo tienen acceso a un lado del medallón, por lo que Sallah y Jones se infiltran en la excavación nazi y descubren la ubicación real del Pozo de las Almas, donde se guarda el Arca. Se une a regañadientes a Jones en la tumba infestada de serpientes y mueven el Arca a la superficie. Sin embargo, los nazis descubren la excavación secreta y capturan el Arca y Sallah. También arrojan a Marion a la tumba con Jones y la sellan. Jones y Marion escapan, sin embargo, y él le dice a Sallah que asegure algún transporte de regreso a los Estados Unidos. Hace un trato con el capitán del Bantu Wind, un barco de vapor, para traer a Jones, Marion y el Arca de regreso a los Estados Unidos, refiriéndose a los dos como su familia.
Reapareció en Indiana Jones y la última cruzada (1989), donde no logra evitar que Marcus Brody sea capturado por los nazis en İskenderun. Sallah luego lleva a Jones y a su padre, Henry, al convoy nazi cerca de la ubicación del Santo Grial . Toma prestado el automóvil de su cuñado, que se destruye en la batalla que siguió entre los nazis y los guardianes del Grial. Indy le dice a Sallah "sin camellos" y Sallah toma los caballos de los guardianes asesinados para el viaje de regreso, así como los camellos .para compensar la pérdida de su cuñado. Al final de la película, Sallah pregunta qué significa "Junior", y Henry Jones Sr. explica que es su nombre: "Henry Jones, Jr.". Indiana (a quien aparentemente no le gusta su nombre de pila) revela que se apodó a sí mismo "Indiana" en honor a su perro, dejando a Sallah riendo a carcajadas (esto es porque en la vida real, así se llamaba el perro de George Lucas, Indiana).
Sallah apareció en The Further Adventures of Indiana Jones de Marvel Comics, donde ayuda a Indiana a recuperar el ídolo de la fertilidad chachapoya en Marrakech (que René Belloq robó en la secuencia inicial de Raiders of the Lost Ark). La novela de 1990 Young Indiana Jones and the Tomb of Terror detalla su primer encuentro con Indiana en 1913, y su nombre completo es Sallah Mohammed Faisel el-Kahir. Sallah reapareció en las novelas novena y duodécima de Bantam Books ambientadas antes de las películas: en 1933, Sallah ayudó a Indiana a encontrar la piedra filosofal, y al año siguiente proporciona refugio a Jones en su camino a la Gran Esfinge de Giza. Rhys-Davies expresó interés en retomar el papel para la quinta película de Indiana Jones.

## Concepto y creación
El guion especificaba a Sallah como un beduino delgado de 157,5 cm, mientras que Steven Spielberg lo imaginó como "una pequeña criatura de la cantina de Star Wars en una película de aventuras terrestre". Le ofreció el papel a Danny DeVito, quien rechazó debido a su compromiso con Taxi. Spielberg vio a John Rhys-Davies en Shōgun, y cambió el papel en consecuencia, aconsejando al actor interpretar a Sallah como un cruce entre su papel en Shōgun y Falstaff. Kevork Malikyan, quien interpretó a Kazim en La última cruzada, también expresó interés en el papel, pero un atasco de tráfico hizo que se perdiera su audición. Rhys-Davies describió tener una libertad creativa sustancial para improvisar líneas y otros aspectos del personaje en la primera película, pero con oportunidades reducidas para la improvisación en la segunda película debido al enfoque más nítido de la historia en la dinámica padre-hijo entre los personajes principales, y la creciente madurez de Spielberg como cineasta.
Cuando Davies repitió su papel en La última cruzada, imaginó que Sallah se había vuelto más rico desde Raiders of the Lost Ark, dejando la excavación a favor de la venta de antigüedades. Quería transmitir que Sallah "ha envejecido y está un poco más gordo. Esta vez, lo vemos sin las pertenencias de su esposa e hijos. Ahora está un poco más decidido y está más listo para enfrentarse físicamente a los alemanes". Pero aparte de eso, sigue siendo el mismo Sallah de siempre".
Hay dos escenas eliminadas durante la filmación de Raiders of the Lost Ark con Sallah. Una es una extensión de la escena en la que Sallah pierde la cuerda en la sala de mapas, después de que dos soldados nazis le exigen ayuda para liberar su camión de la arena. Toda la escena también involucró a varios soldados nazis exigiendo que les sirvieran agua, mientras Sallah entra en pánico y derrama agua sobre sus uniformes. Se suponía que la escena tenía humo de fondo, pero los neumáticos utilizados en la escena la hicieron demasiado oscura. Spielberg cortó la escena para evitar pasar medio día volviendo a filmar. La otra escena mostraba el destino de Sallah después de que Jones y Marion fueran atrapados por las serpientes. Los alemanes deciden ejecutar a Sallah, pero un joven soldado puesto a cargo de la operación cambia de opinión.
También hubo dos escenas con Sallah cortadas de la versión final de Indiana Jones y la última cruzada. Durante la escena en la que Sallah se defiende de los secuestradores alemanes, golpea un camello que escupe moco sobre los nazis y otra toma con Sallah luchando contra los nazis. El otro muestra a Indy y su padre conociendo a Sallah en la estación de tren de İskenderun. Se eliminó debido a que mostraba un elemento de trama de transición menor.

## Recepción
Sallah ocupa el puesto 47 en la lista de los mejores compinches de Entertainment Weekly. Recordaron su línea, "Serpientes, muy peligroso, tú vas primero", y la citaron como "no las palabras de un cobarde, sino las de un compañero fiel (y perfectamente honesto)". Empire lo nombró su trigésimo elemento favorito de las películas, citando "su espíritu indomable", una "hermosa voz para cantar" y "una racha pícara para igualar la de Indy".
Kenner lanzó una figura de acción de 9.5 cm en 1983. Fue incluido en una colección de miniaturas de metal de TSR, Inc. al año siguiente. En 2008, Hasbro lanzó una figura de Sallah de 9.5 cm que incluía accesorios: una pala y una antorcha. También se lanzó una figura de Adventure Heroes, que viene con una cobra y una momia.